# 巨根

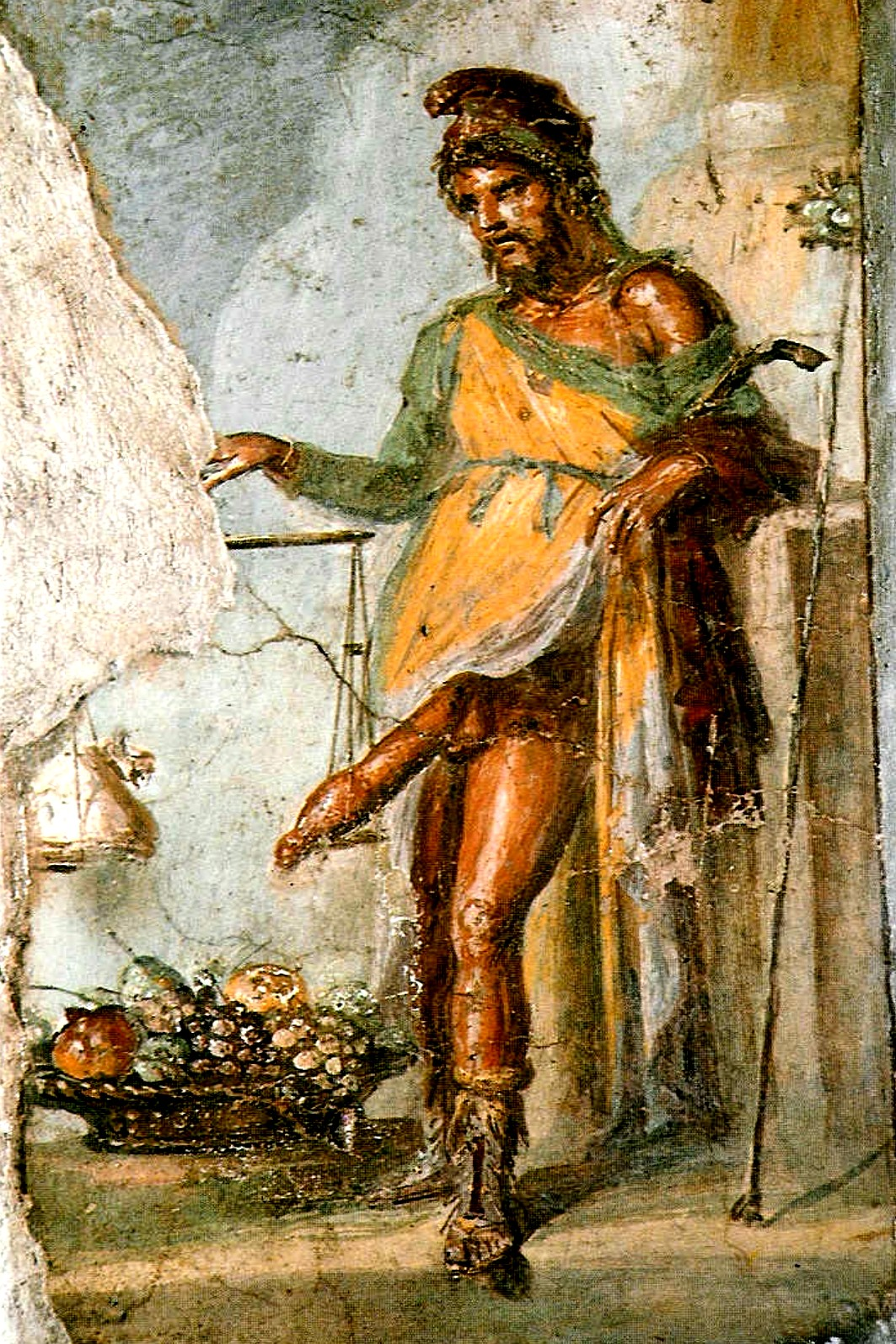
巨根の持ち主として描かれる豊穣神プリアーポス

巨根（きょこん）とは、巨大な男根（陰茎）、もしくは転じて巨大な陰茎を持つ男性のこと。

## 概要
巨根は俗語である事から、陰茎の大きさにおける尺度は使用者によってまちまちであり、具体的なサイズを規定する事は困難である。

## 近年の人物
芥川龍之介は仲間うちで巨根として知られ、「僕は宇野の『芥川龍之介』のなかの芥川の女に対する早業のところを読みなほしてゐて、昔、神楽坂の鳥屋（?）で飯を食つたとき、小島政二郎がさて帰らうといふところで、『だつて、芥川さんのは憎らしいほど大きいんだもの、』と、屈託なく笑ひこけてゐたことや、湯河原の帰りに碧童（小沢）が、『芥川君のあれでは女はたまらんだらう、』『あれを受ける女は、』と言つてゐたことを思ひだした。」と親友の小穴隆一に書かれたことがある。龍之介の三男芥川也寸志もまた、徴兵で身体検査を受けた際「お前はバランスが崩れているなッ!」「上半身と下半身とが違うッ!」「下半身がよすぎるッ!」と軍医に評されたことを自伝的な文章の中で語っている。
その他、巨根として知られた著名人に歌手ディック・ミネ、指揮者近衛秀麿、俳優上山草人、俳優江川宇礼雄、作曲家萩原哲晶、力士男嶌舟藏などがいる。田端義夫も巨根として知られ、「上山草人亡きあとの巨根御三家は一に江川宇礼雄、二にディック・ミネ、三に田端義夫といわれたが、いずれも兄たり難く弟たり難し」と芸能記者に騒がれた。

## 誇張表現
古くは、縁起物という側面もあり、浮世絵の春画で実際よりもかなり巨大に誇張された男根の表現が用いられた。有名な浮世絵師・喜多川歌麿の名をとって、このような春画の巨根表現、あるいは立派な一物を持つ日本人男性のことを、「ウタマロ（Utamaro）」と呼ぶ場合がある。
漫画や戯画的な表現では、陰茎を過度に強調する例がよく見られる。また、漫画の場合「男根は男の権力の象徴」だから、征服と敗北を感情表現として、それも無意識のそれをそこに描ける面もある（夏目,1985）。